# Afrikaanse kwartelkoning
De Afrikaanse kwartelkoning (Crecopsis egregia synoniem: Crex egregia) is een vogel uit de familie van rallen (Rallidae). De vogel komt voor in grote delen van Afrika ten zuiden van de Sahara.

## Taxonomie
Deze soort werd in 1854 door de Duitse natuuronderzoeker beschreven als Ortygometra (Crex) egregia. Peters gaf dus de voorkeur aan een aparte geslachtsnaam, maar suggereerde nauwe verwantschap met de kwartelkoning (Crex crex). Volgens moleculair genetisch onderzoek gepubliceerd in 2020 is de soort meer verwant aan Rougets ral (Rougetius rougetii) dan aan de kwartelkoning.

## Kenmerken
De vogel is 20 – 23 cm lang. Het mannetje en het vrouwtje zijn nauwelijks verschillend. Het vrouwtje oogt kleiner en is iets doffer van kleur. Van boven is de vogel bruin met zwarte vlekken, de borst is grijs met naar de buik toe een patroon van strepen.

## Verspreiding en status
Hij broedt in graslanden in het grootste deel van sub-Sahara Afrika met uitzondering van de droogste gebieden in het zuidwesten van Afrika.
De Afrikaanse kwartelkoning heeft een groot verspreidingsgebied en daardoor is de kans op de status  kwetsbaar (voor uitsterven) gering. De grootte van de wereldpopulatie is niet gekwantificeerd. Men veronderstelt wel dat de soort in aantal stabiel blijft. Om deze redenen staat de soort als niet bedreigd op de Rode Lijst van de IUCN.